# Dromaeolus grandicollis
Dromaeolus grandicollis är en skalbaggsart som beskrevs av Sharp 1908. Dromaeolus grandicollis ingår i släktet Dromaeolus och familjen halvknäppare. Inga underarter finns listade i Catalogue of Life.